# Феркин
Феркин (англ. firkin, нидерл. vierdekijn — четвёртая часть; первоначально мера равнялась четверти барреля) — в англоязычных странах мера вместимости жидкостей, а также мера веса. Размер феркина зависит от того, что именно им измеряют.

## Феркин для пива и эля
Для пива и эля феркин составлял четверть барреля. Бочонки такого размера (они также назывались феркинами) были самыми распространёнными контейнерами для эля. Один пивной феркин составлял 0,5 килдеркина и 1/6 хогсхеда. Таким образом:
1 феркин = 1/6 хогсхеда = 1/4 барреля = 1/2 килдеркина
В разные века объём феркина для пива и эля менялся от 8 до 9 галлонов. Так:
- В 1454 году: 1 феркин = 8 галлонов эля = 36,97 литра, а также 1 феркин = 9 пивных галлонов = 41,59 литра.
- В 1688 году: 1 феркин = 8½ галлона эля = 39,28 литра.
- В 1803 году: 1 феркин = 9 галлона = 41,59 литра.
- С 1824 года: 1 феркин = 9 английских галлонов = 40,91 литра.

## Феркин и вино
При измерении количества вина использовался феркин большего объёма, который был равен трети тана. Так как тан равен 210 галлонам в Великобритании и 252 галлонам в США, то винный феркин составляет около 318 литров (318,226 или 317,975). Винный феркин также называется тершин (tertian) или пуншон (puncheon) (в США он кратко называется пон (pon)).
1 феркин (пуншон, тершин) = 1/3 тана = 1/2 пайпа (батта) = 1 1/3 хогсхеда = 2 тирса = 2 2/3 барреля = 4 2/3 рандлета

## Феркин для мыла и масла
Масло и мыло также измеряли в феркинах. В этом случае феркин являлся не мерой объёма, а мерой веса. Феркин масла был равен 56 английским фунтам (25,4 кг), а феркин мыла — 64 английским фунтам (29,0 кг).